# Donji Rakani
Donji Rakani je naseljeno mjesto u sastavu općine Bosanski Novi, Republika Srpska, BiH.

## Stanovništvo
| Donji Rakani       |              |
| godina popisa      | 1991.        |
| Srbi               | 313 (99,36%) |
| Hrvati             | 1 (0,32%)    |
| Muslimani          | 0            |
| Jugoslaveni        | 1 (0,32%)    |
| ostali i nepoznato | 0            |
| ukupno             | 315          |